# 南都六宗
南都六宗，是日本奈良时代在奈良（平城京）兴起的六个佛教宗派的合称，又称古京六宗、南京六宗、奈良佛教，与平安时代在京都兴起的天台、真言两宗相区别。
六宗指华严宗、律宗、三论宗、法相宗、成实宗与俱舍宗。其中成实与俱舍二宗分别附属于三论宗和法相宗存在。南都六宗的学派性质多于宗派，僧侣一般兼学二宗，一寺中各宗杂陈。

## 分类
- 法相宗：由道昭、玄昉自唐朝传回日本，弘法地为元兴寺、兴福寺，此宗大本山为興福寺、藥師寺。[2]。法隆寺原为法相宗大本山之一，但在1950年脱离法相宗，自立圣德宗；原属该宗的清水寺也独立出北法相宗。

- 三论宗︰在推古朝由高丽僧慧灌自吉藏获得传承，再传至日本。

- 华严宗︰由道璇传，新罗僧审祥从贤首大师传给良辨。现总本山为东大寺。

- 律宗︰由道璇传，其后鉴真东渡，于东大寺设戒坛。现总本山为唐招提寺。另从律宗分出一支真言律宗，以西大寺为本山。

## 關連項目
- 日本佛教
- 平安佛教
- 十三宗五十六派
- 鎌倉佛教